# Myriam Harry
Maria Rosette Shapira, conhecida pelo pseudônimo de Myriam Harry (Jerusalém, 21 de fevereiro de 1869 - Neuilly-sur-Seine, 10 de março de 1958) foi uma escritora francesa.
Seu pai, o explorador russo Moses William Shapira, era judeu convertido ao Protestantismo. Sua mãe era uma diaconisa luterana alemã. Educada em Berlim e Paris, falava russo, alemão, árabe e hebraico. Trabalhou como secretária do crítico francês Jules Lemaître.
Iniciou sua carreira literária em 1898, com o conto Noël à Bethléem ("Natal em Belém"), publicado na edição de Natal da revista La Fronde. Marguerite Durand, editora da revista, encomendou outros contos para os números seguintes, que depois foram reunidos no volume Passage de Bédouins, publicado em 1899. Cinco anos mais tarde, venceu a primeira edição do Prêmio Femina, com seu romance La Conquête de Jérusalem.
Além de ficção, escreveu relatos de suas viagens pela Tunísia, Oriente Médio, Madagascar e Indochina. Um de seus romances, Siona à Berlin (1918) retrata os últimos dias de Leopold von Sacher-Masoch, de quem foi correspondente.

## Obras
- Passage de Bédouins, Paris: Calmann Lévy, 1899
- Petites Épouses, Paris: Calmann Lévy, 1902
- La Conquête de Jérusalem, Paris: Calmann Lévy, 1903
- L'Ile de Volupté, Paris: A. Fayard, Inédits de Modern Bibliothèque, 1908
- Madame Petit-Jardin, Paris: A. Fayard, 1909
- Tunis la blanche, Paris: A. Fayard, 1910
- La divine Chanson, Paris: A. Fayard, Les Inédits de Modern Bibliothèque, 1912
- L'Indo-Chine, Vincennes: les Arts graphiques, 1912
- La Petite Fille de Jérusalem, Paris: A. Fayard et Cie, 1914
- La Pagode d’Amour, Paris, La Renaissance du livre, s. d. (1917)
- Siona chez les Barbares (depois Siona à Berlin), Paris: A. Fayard, 1918
- Siona à Paris, Paris: A. Fayard, 1919
- Le tendre Cantique de Siona, Paris: A. Fayard, 1922
- Les Amants de Sion, Paris: A.Fayard, 1923
- La Vallée des Rois et des Reines: au pays de Toutankhamon, Paris: A. Fayard,  1925
- La Vie amoureuse de Cléopâtre, Paris: Flammarion, 1926
- Le Mannequin d'Amour, Paris: Flammarion, 1927
- Le Visage de la France. L'Afrique du Nord. Algérie. Tunisie. Maroc, Paris: Aux Horizons de France, 1927
- Le premier Baiser, Paris: A. Fayard, 1927
- La Pagode de l'Île flottante, Paris: Éd. des Portiques, s. d.
- La Nuit de Jérusalem, lithographies de Drouart, Paris: Flammarion, 1928
- Le Petit Prince de Syrie, Paris: A. Fayard, 1929
- Terre d'Adonis. Au pays des Maronites et des Druses, Paris: Flammarion, 1930
- La Jérusalem retrouvée, Paris: Flammarion, 1930
- Amina, ma Colombe, Paris: Flammarion, 1931
- La Tunisie enchantée, Paris: Flammarion, 1931
- Trois Ombres. J. K. Huysmans. Jules Lemaître. Anatole France, Paris: Flammarion, 1932
- Les derniers Harems, Paris: Flammarion, 193
- Cléopâtre, Paris: Flammarion, 1934
- Les Adorateurs de Satan, Paris: Flammarion, 1937
- Ranavalo et son amant blanc, histoire à peine romancée, Paris: Flammarion, 1939
- D'autres Îles de volupté, Paris: J. Ferenczi et fils, 1940
- Femmes de Perse, Jardins d'Iran, Paris: Flammarion, 1941
- Irak, Paris: Flammarion, 1941
- La Princesse Turquoise, roman de la cour de Turquie, Paris: Flammarion, 1942
- Routes malgaches, le Sud de Madagascar, Paris: Plon, 1943
- Micador, Paris: Flammarion, 1944
- La Vie de Jules Lemaître, Paris: Flammarion, 1946
- Mon Amie Lucie Delarue-Mardrus, Paris: Ariane, 1946
- Djelaleddine Roumi, Poète et Danseur mystique, Paris: Flammarion, 1947
- Sous le Signe du Taureau, le Sud de Madagascar,  Paris: A. de Chabassol, 1947
- La Pagode du Baiser, Paris: Boursiac, 1947
- Damas, Jardin de l'Islam, Paris: J. Ferenczi et fils, 1948
- Radame, premier Roi de Madagascar, Paris: Ferenczi, 1949